# Petr Hudlík
Petr Hudlík (* asi 1954) je český politik, od roku 2002 zastupitel a v letech 2002 až 2007 starosta brněnské městské části Starý Lískovec.

## Život
Je ženatý, se svou ženou Evou má dceru Andreu a jednoho syna.
Celkem dvakrát byl odsouzen za trestný čin ublížení na zdraví, soudně byl v mládí trestán celkem čtyřikrát (dvakrát mu byl udělen peněžitý trest a dvakrát podmíněný trest).

## Politické působení
V komunálních volbách v roce 1998 kandidoval na 4. místě kandidátní listiny hnutí Nezávislí. Nebyl zvolen, ale stal se druhým náhradníkem. V krajských volbách v roce 2000 kandidoval jako člen hnutí Nezávislí na 37. místě kandidátní listiny subjektu Koalice České strany národně sociální a politického hnutí NEZÁVISLÍ, ale nebyl zvolen. Ve sněmovních volbách v roce 2002 kandidoval na 9. místě kandidátní listiny subjektu Cesta změny jako člen strany NEZÁVISLÍ, ale neuspěl.
V komunálních volbách v roce 2002 kandidoval na 2. místě kandidátní listiny Nezávislých na funkci zastupitele Brna, ale neuspěl. Ve stejných volbách však zároveň kandidoval i na funkci zastupitele brněnské městské části Starý Lískovec, přičemž v tomto případě již uspěl a krátce po volbách byl navíc zvolen i starostou městské části. V evropských volbách v roce 2004 kandidoval na 9. místě kandidátní listiny Nezávislých na funkci poslance Evropského parlamentu, ale nebyl zvolen. V krajských volbách v roce 2004 kandidoval jako lídr kandidátní listiny Nezávislých na funkci zastupitele Jihomoravského kraje. Jím vedená kandidátní listina však získala jen 2,33 % hlasů a Hudlík tak zastupitelem kraje zvolen nebyl. Ve sněmovních volbách v roce 2006 kandidoval na 3. místě kandidátní listiny Nezávislých demokratů v Jihomoravském kraji, ale nebyl zvolen (uskupení získalo 0,68 % hlasů).
V komunálních volbách v roce 2006 kandidoval jako lídr kandidátní listiny Nezávislých demokratů na funkci zastupitele města Brna, ale neuspěl (jím vedená kandidátní listina získala 1,19 % hlasů). V téže volbách byl zároveň lídrem kandidátní listiny strany ve volbách do zastupitelstva městské části Starý Lískovec. Během volební kampaně se přitom dostal do konfliktu s ženami, které upozorňovaly na Hudlíkovu trestní minulost a také s kandidátem lidovců, kterému měl vyhrožovat napadením. Mandát zastupitele městské části se mu sice podařilo obhájit, ale na vládnoucí koalici se dohodli zástupci ODS, KDU-ČSL a ČSSD. Hudlík však proti výsledkům voleb podal stížnost u Krajského soudu v Brně, který nařídil opakovaní voleb, nicméně Ústavní soud rozhodnutí krajského soudu krátce poté zrušil, načež brněnský krajský soud své rozhodnutí v únoru 2007 změnil a žádné opakované volby se proto nekonaly. Hudlík nicméně ve stanovené lhůtě nesvolal ustavující jednání zastupitelstva (nakonec jej svolal po vypršení zákonné lhůty až 27. února) a dále uvedl, že podá stížnost k Ústavnímu soudu a celý případ chce dovést až k Evropskému soudu pro lidská práva, neboť podle něj došlo k manipulaci voleb, a to dokonce v různých brněnských obvodech.
Ustavující zastupitelstvo Starého Lískovce se nakonec konalo 7. března 2007, starostou na něm byl zvolen Vladan Krásný z ODS. Hudlík tak začal působit jako opoziční zastupitel. V dubnu 2007 na Hudlíka podala radnice městské části trestní oznámení. Podle nového vedení městské části byla situace na radnici v tak špatném stavu, že její hospodaření kontrolovali i kontroloři z brněnského magistrátu, podle kterých Hudlík během svého působení ve funkci starosty porušil šest zákonů, čtyři vyhlášky a některé další předpisy. Sám Hudlík uvedl, že mu poté chodily výhružky smrtí a celou situací se zabývá Evropský soud pro lidská práva; podle Hudlíka totiž došlo k porušení jeho základních lidských práv a svobod.
V krajských volbách v roce 2008 kandidoval na 2. místě kandidátní listiny široké koalice celkem třinácti stran (mezi nimi například ČSNS, KAN, 4 VIZE či ANEO) zvané "DOHODA PRO JIŽNÍ MORAVU". Kandidátní listina však získala jen 0,8 % hlasů a žádný mandát v zastupitelstvu tak nezískala. V komunálních volbách v roce 2010 kandidoval jako člen strany NEZÁVISLÍ DEMOKRATÉ na 5. místě kandidátní listiny subjektu SUVERENITA-blok J. BOBOŠÍKOVÉ a NEZÁV. DEM. STOP korupci,STOP předraž. zak.,STOP zdraž. vody a MHD,více peněz do sportu na funkci brněnského zastupitele, ale nebyl zvolen (uskupení získalo jen 1,68 % hlasů). Opět byl však jako lídr kandidátní listiny Nezávislých demokratů zvolen zastupitelem Starého Lískovce, tentokrát kandidátní listina strany nesla název NEZÁVISLÍ DEMOKRATÉ - STOP PŘEDRAŽ.ZAKÁZKÁM STOP KORUPCI STOP ZVYŠ.NÁJMŮ STOP POVOL.DALŠÍCH HRAC.AUTOM. STOP ZDRAŽ.POPL..
V roce 2011 uvedl, že jej po volbách v roce 2002 vydírali členové gangu. V srpnu 2012 Hudlík fyzicky napadl starostu Starého Lískovce Krásného, se kterým měl dlouhodobě spory. V krajských volbách v roce 2012 kandidoval na 2. místě kandidátní listiny Nezávislých demokratů v Jihomoravském kraji. Kandidátní listina však získala jen 0,49 % hlasů a zastupitelem kraje tak zvolen nebyl. V březnu 2014 Hudlík uvedl, že po starostovi Krásném bude požadovat odškodnění ve výši jednoho milionu korun kvůli Krásného údajně křivé výpovědi. V komunálních volbách v roce 2014 opět obhájil mandát zastupitele Starého Lískovce, opět jako lídr kandidátní listiny Nezávislých demokratů.
V komunálních volbách v roce 2018 obhájil jako nestraník za Českou suverenitu mandát zastupitele Starého Lískovce, když byl lídrem kandidátní listiny uskupení Nezávislí kandidáti společně pro Starý Lískovec. Zároveň kandidoval na funkci zastupitele Brna ze 3. místa kandidátní listiny subjektu Nezávislí kandidáti společně pro město BRNO, bezpečnost, dostupné bydlení a dopravu vyřešíme a víme jak na to., ale nebyl zvolen (kandidátka získala jen 0,4 % hlasů). V evropských volbách v roce 2019 kandidoval jako nestraník z 12. místa kandidátní listiny České suverenity na funkci poslance Evropského parlamentu, ale nebyl zvolen (strana získala 0,11 % hlasů).
V komunálních volbách v roce 2022 byl opět zvolen zastupitelem brněnské městské části Starý Lískovec, když jako nominant České Suverenity figuroval na 2. místě kandidátní listiny subjektu RESTART PRO BRNO tvořeném kandidáty z KSČM, SPOZ, České suverenity a strany DOMOV. Neúspěšná však byla jeho kandidatura do brněnského zastupitelstva na kandidátní listině koalice ve stejném složení jako ve volbách do zastupitelstva městské části (koalice získala ve městě jen 1,44 % hlasů).
Ve sněmovních volbách v roce 2025 je lídrem kandidátní listiny České suverenity sociální demokracie v Jihomoravském kraji.